# Rio Hondo, Texas
Rio Hondo là một thành phố thuộc quận Cameron, tiểu bang Texas, Hoa Kỳ. Năm 2010, dân số của xã này là 2356 người.

## Dân số
- Dân số năm 2000: 1942 người.
- Dân số năm 2010: 2356 người.